# Commando 14
Le Commando n°14 (Arctique) parfois aussi appelé Special Commando Boating Group, était une unité de commando de 60 hommes de l'Armée britannique pendant la Seconde Guerre mondiale. Le commando a été formé en 1942 pour servir dans l'Arctique et a été dissous en 1943.

## Origine
Le commando a été formé en 1940, par ordre de Winston Churchill, le premier ministre britannique. Il voulait des troupes spécialement entraînées qui "développeraient un règne de terreur sur la côte ennemie". Au début, les commandos étaient une petite force de volontaires qui effectuaient de petits raids contre le territoire occupé par l'ennemi.
L'homme initialement choisi comme commandant en chef de la force était l'amiral Sir Roger Keyes, lui-même vétéran des débarquements de Galipoli et du raid de Zeebrugge pendant la Première Guerre mondiale. L'amiral Keyes démissionne en octobre 1941 et est remplacé par l'amiral Louis Mountbatten.
À l'automne 1940, plus de 2 000 hommes se sont portés volontaires pour l'entraînement commandos et forment le Special Service Brigade qui est divisée en 12 groupes appelés commandos. Chaque commando compte environ 450 hommes commandés par un lieutenant-colonel. Ils sont subdivisés en "troup" de 75 hommes et divisés en sections de 15 hommes. Les commandos sont tous des volontaires détachés d'autres régiments de l'Armée britannique et conservent leurs propres insignes de casquette. Ils restent sur leur liste régimentaire concernant la rémunération. Tous les volontaires suivent le cours intensif commando de six semaines à Achnacarry. Cette formation dans les Highlands écossais se concentre sur la forme physique, les marches rapides, l'entraînement aux armes, la lecture de cartes, l'escalade, les opérations sur de petits bateaux et les démolitions de jour comme de nuit.
Cependant, en mai 1943, leur rôle s'est transformé en une infanterie d'assaut légère (sous la forme de brigades) qui se spécialisent pour être le fer de lance des débarquements amphibies. Trois unités ont été laissées sans brigade pour effectuer des raids à plus petite échelle, le Commando n°12, le Commando n° 62 et le Commando n°14 (Arctique).

## L'histoire
Le Commando n°14 (Arctique) a été formé à la fin de 1942, pour une action dans l'Arctique, en particulier contre les bases de la Kriegsmarine et de la Luftwaffe en Norvège utilisées par les Allemands pour attaquer les convois alliés dans l'Arctique. Le n°14 Commando a été formé à la demande du chef de l'opération combinée Louis Mountbatten pour répondre à la demande de nouveaux raids allemands en Norvège. Sous le commandement du lieutenant-colonel EAM Wedderburn, le commando n°14 comprenait deux "troup". Le n°1 était composé de neuf officiers et 18 hommes spécialisés dans les opérations amphibies avec de petites embarcations. Le n°2, composé de six officiers et 22 hommes, était spécialisé dans le ski de fond.
Le Commando était composé de Britanniques, de Canadiens et de Norvégiens et comprenait des explorateurs polaires, dont Sir Peter Scott, David Haig-Thomas, Andrew Croft, August Courtauld et quelques hommes de la Royal Navy Volunteer Reserve. Ils se sont spécialisés dans l'utilisation de canots et de kayaks pour les attaques avec des mines limpet dans les eaux arctiques. Le commando a fourni parfois des hommes aux formations Northforce et Timberforce.
En 1943, les commandos n°5 (norvégien), n°10 (interalliés), n°12 et n°14 (arctique) ont attaqué la côte norvégienne depuis leur base de Lerwick dans les îles Shetland. En avril, sept hommes du Commando n° 14 (Arctique) ont participé à l'opération Checkmate, un raid contre la navigation allemande près de Haugesund. Ils ont réussi à couler un dragueur de mines à l'aide de mines limpet mais ont été capturés et finalement emmenés dans les camps de concentration de Sachsenhausen et de Belsen où ils ont été exécutés. Le Commando n°14 a été dissous à la fin de 1943 pour fournir des renforts à d'autres formations de commandos[réf. nécessaire].

## Héritage
Tous les commandos de l'Armée britannique ont été dissous après la Seconde Guerre mondiale et le rôle de commando a été repris par les Royal Marines. Cependant, le régiment de parachutistes actuel, le Spécial Air Service et le Spécial Boat Service, peuvent tous retracer leurs origines aux commandos,,.

## Honneurs de bataille
Les honneurs de bataille suivants ont été décernés aux commandos britanniques pendant la Seconde Guerre mondiale :
- Adriatique
- Alethangyaw
- Aller
- Anzio
- Argenta Gap
- Birmanie 1943–45
- Crète
- Dieppe
- Dives Crossing
- Djebel Choucha
- Flushing
- Greece 1944–45
- Italy 1943–45
- Kangaw
- Landing at Porto San Venere
- Landing in Sicily
- Leese
- Litani

- Madagascar
- Middle East 1941, 1942, 1944
- Monte Ornito
- Myebon
- Normandy Landing
- North Africa 1941–43
- North-West Europe 1942, 1944–1945
- Norway 1941
- Pursuit to Messina
- Rhine
- St. Nazaire
- Salerno
- Sedjenane 1
- Sicily 1943
- Steamroller Farm
- Syria 1941
- Termoli
- Vaagso
- Valli di Comacchio
- Westkapelle